# Кувакино (Чувашия)
Кува́кино (чув. Кувакин) — село Алатырского района Чувашской Республики России. Административный центр Кувакинского сельского поселения. С 1935 по 1956 годы было районным центром Кувакинского района Чувашской АССР.

## Географическое положение
Расположено в 21 км к северу от районного центра Алатыря. Ближайшая железнодорожная станция Алатырь расположена там же. Село располагается на левом берегу реки Ичиксы. Через село проходит региональная автодорога 97К-001 Чебоксары — Сурское.

## История
История села начинается с деревни Верхней Ичиксы, существовавшей в XVI веке. В 1696 году переселившиеся в деревню выходцы из костромского села Кувакина сменили её название на современное. По другим данным, село основано в 1735 году. До 1764 года крестьяне села принадлежали Алатырскому Троицкому мужскому монастырю. До 1786 года были экономическими, до 1835 года — государственными, до 1863 года — удельными крестьянами. Основные занятия населения: сельское хозяйство, плотничество, столярное дело, гончарное и бондарное производство. 
В 1780 году, при создании Симбирского наместничества, село Кувакино, экономических крестьян, вошло в состав Алатырского уезда. С 1796 года — в Симбирской губернии.
В 1805 году прихожанами была построена каменная церковь. Престолов в нём два: главный (холодный) во имя св. пророка Предтечи и Крестителя Господня Иоанна и в трапезе (тёплый) во имя Святителя и Чудотворца Николая. (закрыта в 1934 или в 1935 году, снесена в 1976 году, построена заново в 2008 году). 
В 1859 году село Кувакино, по почтовому тракту из г. Алатыря в г. Курмыш, находилось в 1-м стане Алатырского уезда Симбирской губернии, имелось: церковь православная, училище, почтовая станция.
В 1859 году появились церковно-приходская школа и почта, в 1913 году — приёмный покой. 
В конце XIX — начале XX века в селе проводилась ежегодная ярмарка, был еженедельный базар по средам. 
В 1929 году был образован колхоз «Пролетарий».

### Административная принадлежность
Село входило в состав Кувакинской волости Алатырского уезда с XIX века до 1927 года (в том числе Кувакинского удельного приказа в 1835—1863 гг.), Кувакинской волости Алатырского района — с 1927 года до 1935 год. В 1935 году стало центром Кувакинского района, после его упразднения в 1956 году вернулось в состав Алатырского района Чувашской АССР. При этом с 1927 года также было центром Кувакинского сельсовета, преобразованного в 2004 году в Кувакинское сельское поселение.

## Население
| 2010 | 2012 |
| ---- | ---- |
| 539  | ↘452 |

Число дворов и жителей:
- 1746 год — 515 мужчин.
- 1859 год — 237 двор, 908 мужчин, 1111 женщин[5].
- 1897 год — 448 дворов, 1429 мужчин, 1555 женщин.
- 1900 год — в 352 дворах: 1410 м. и 1526 ж.[4];
- 1927 год — 625 дворов, 1338 мужчин, 1661 женщина.
- 1939 год — 1295 мужчин, 1615 женщин.
- 1979 год — 445 мужчин, 617 женщин.
- 2002 год — 315 дворов, 702 человека: 323 мужчины, 379 женщин.
- 2010 год — 228 частных домохозяйств, 539 человек: 247 мужчин, 292 женщины.[2]

## Современное состояние
В селе действуют школа, детский сад, участковая больница, сельский дом культуры, библиотека, офис врача общей практики, спортивный зал, отделение «Почты России». Работает ООО «Агрофирма „Кувакинское молоко“». Действует церковь Иоанна Предтечи.

## Известные уроженцы
- Егоршин, Василий Петрович — учёный-физик.
- Ивкин, Иван Михайлович — Герой Советского Союза.
- Фиркин, Александр Иванович — учёный-химик, Лауреат Государственной премии СССР.